# 大伴部広成
大伴部 広成（おおともべ の ひろなり、生没年不詳）は、奈良時代の防人。

## 経歴・人物
下野国那須郡の人物。天平勝宝7歳（755年）2月、防人として筑紫に派遣された際に詠んだ歌が『万葉集』に1首入集。

## 歌
- ふたほがみ 悪しけ人なり あたゆまひ 我がする時に 防人に差す[1]